# Luigia
Luigia [lu.ˈiː.d͡ʒa] und Luigina [lwi.ˈd͡ʒi.na] sind weibliche Vornamen.

## Herkunft und Bedeutung
Bei Luigia handelt es sich um eine weibliche feminine Variante von Louis.

## Verbreitung
Der Name Luigia ist primär in Italien geläufig. Auch in Malta kommt der Name vor. In der Schweiz wird er selten vergeben.

## Varianten
Bei Luigina handelt es sich um ein Diminutiv von Luigia. Luigi ist die männliche Variante des Namens.
Für weitere Varianten: siehe Ludwig#Varianten und Luise#Varianten

## Namensträgerinnen

### Luigia
- Luigia Abbadia (1821–1896), italienische Opernsängerin (Sopran)
- Luigia Boccabadati († 1850), italienische Opernsängerin (Sopran)
- Luigia Bonfanti (1907–1973), italienische Sprinterin und Weitspringerin
- Luigia Codemo (1828–1898), italienische Schriftstellerin
- Luigia „Gina“ Lollobrigida (1927–2023), italienische Schauspielerin
- Luigia Polzelli († 1830), italienische Sängerin (Mezzosopran)

Folgename
- Maria Luigia Borsi (* 1973), italienische Opernsängerin (Sopran)

### Luigina
- Luigina „Gina“ Amendola (1896–1968), italienische Schauspielerin
- Luigina Bissoli (* 1956), italienische Radrennfahrerin
- Luigina Giavotti (1916–1976), italienische Turnerin
- Luigina „Gina“ Fasoli (1905–1992), italienische Mittelalterhistorikerin
- Luigina Perversi (1914–1983), italienische Turnerin
- Luigina Rovere (* 1935), italienische Schauspielerin
- Luigina Torso (* 1956), australische Kugelstoßerin und Diskuswerferin